# Timothy Thomas (hockey sur glace)
Pour les articles homonymes, voir Thomas.
Temple de la renommée américain : 2019
Timothy James Thomas Jr. dit Tim Thomas (né le 15 avril 1974 à Flint, dans l'État du Michigan, aux États-Unis) est un joueur professionnel américain de hockey sur glace. Il évoluait au poste de gardien de but.

## Carrière

### Carrière en club
Tim Thomas débute dans le championnat universitaire pour l'université du Vermont en 1993. Il a notamment eu pour coéquipier l'attaquant Martin Saint-Louis. Il est choisi tardivement par les Nordiques de Québec lors du repêchage d'entrée dans la Ligue nationale de hockey en 1994. Après quatre saisons universitaires, il passe professionnel en 1997 avec les Bulls de Birmingham dans l'ECHL. Il joue six parties avec les Bulls et une avec les Aeros de Houston dans la Ligue internationale de hockey. Il part alors en Europe.
Il rejoint le championnat professionnel de Finlande et l'équipe du HIFK. Il remporte alors le championnat et à titre personnel le trophée du meilleur gardien de l'année, le trophée Urpo-Ylönen. Le 4 juin 1998, il signe un contrat avec les Oilers d'Edmonton. Il est assigné aux Bulldogs de Hamilton dans la Ligue américaine de hockey. Après quinze matchs, il décide de retourner au HIFK. Au cours des saisons qui vont suivre, il passe de club en club sans jamais réellement se fixer dans l'effectif en particulier d'une équipe.
En 2004, il rejoint le Jokerit Helsinki en Finlande et va remporter le Kultainen kypärä du meilleur joueur de la ligue selon ses pairs ainsi que le trophée Lasse-Oksanen du meilleur joueur, alors que son équipe finit à la seconde place du championnat au terme des séries.
Appartenant depuis 2001 aux Bruins de Boston de la LNH, il joue son premier match le 19 octobre 2002 lors d'une victoires chez les Oilers d'Edmonton. Il va finalement rejoindre l'équipe au cours de la saison 2005-2006 à la suite des forfaits des deux premiers gardiens de l'équipe, Hannu Toivonen et Andrew Raycroft. Ce dernier est alors échangé aux Maple Leafs de Toronto lors du repêchage 2006, Thomas devient le gardien numéro 1 de  l'équipe. En 2006-2007, il joua 66 matchs mais les Bruins ratèrent tout de même les séries éliminatoires.
En janvier 2008, il est invité pour jouer le 56e Match des étoiles de la LNH en remplacement de Martin Brodeur, absent pour des raisons personnelles.
La saison suivante il fait taire tous ses détracteurs quand il remporte le trophée Vézina, remis aux meilleur gardien. Il mène ainsi son équipe à la tête de son association et est invité pour une deuxième fois au Match des étoiles.
En 2011, il remporte la Coupe Stanley avec les Bruins et remporte le trophée Conn-Smythe du meilleur joueur des séries éliminatoires. Il remporte aussi la même année un deuxième trophée Vézina en 3 ans. Le 3 juin 2012, il annonce qu'il prend une année sabbatique pour s'occuper de sa famille.
Le 7 février 2013 il est échangé aux Islanders de New York pour un choix conditionnel de 2e ronde en 2014 ou 2015.
Le 26 septembre 2013, il signe un contrat d'un an avec les Panthers de la Floride.
Le 5 mars 2014, il est échangé aux Stars de Dallas. Les Panthers reçoivent le gardien de but Dan Ellis.

### Carrière internationale

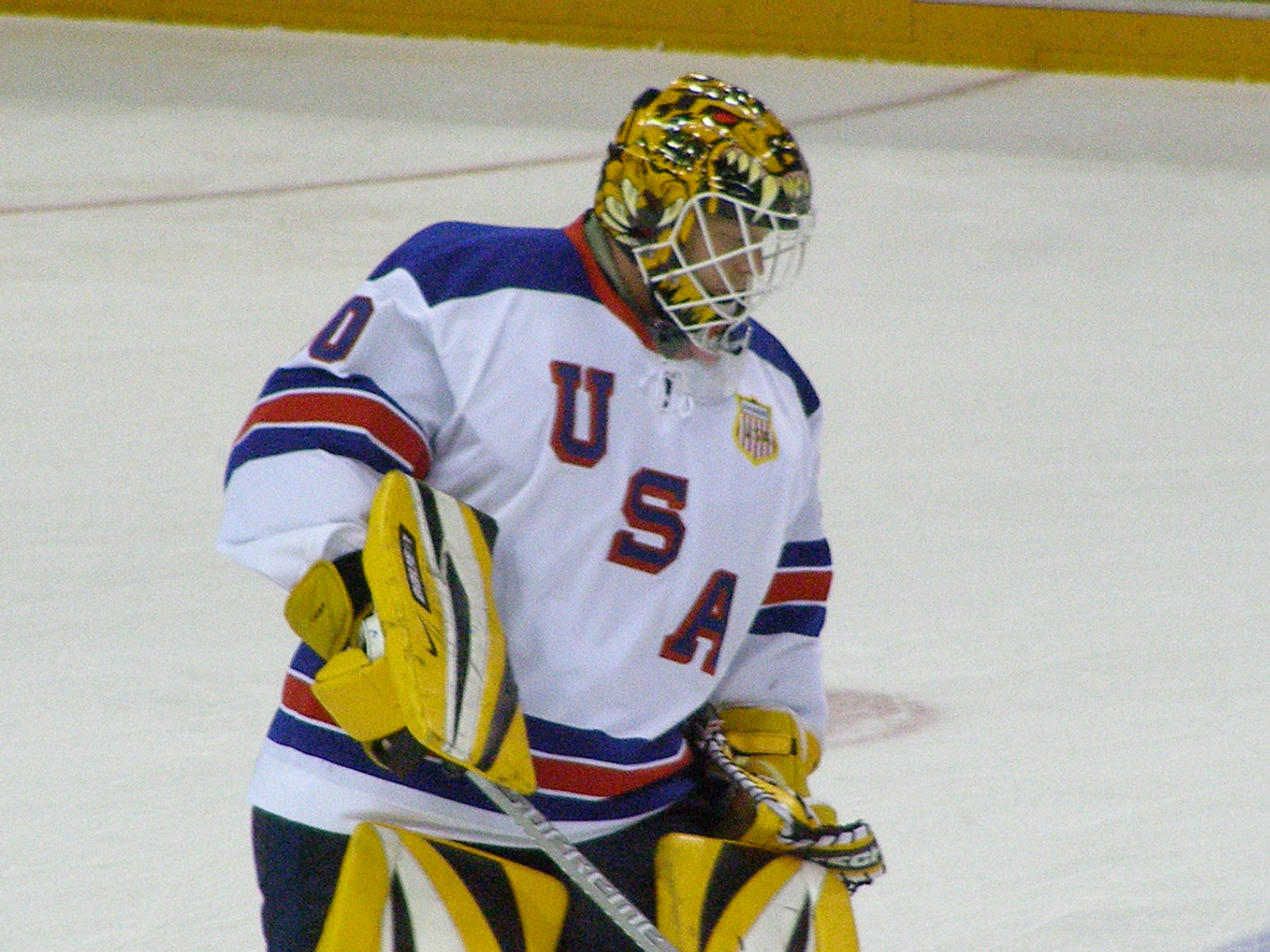
Thomas en 2008 avec les États-Unis.

Il représente les États-Unis au niveau international. Il joue ainsi lors du championnat du monde championnat du monde 1995 (sixième place) puis en 1998 (douzième place) puis enfin en 1999 (sixième place). Il était le gardien substitut à Ryan Miller pour les Jeux olympiques de Vancouver en 2010. À chaque fois, il n'est que peu utilisé par les différents entraîneurs de l'équipe.

## Statistiques
| Saison     | Équipe                 | Ligue      |     | Saison régulière | Saison régulière | Saison régulière | Saison régulière | Saison régulière | Saison régulière | Saison régulière | Saison régulière | Saison régulière | Saison régulière | Saison régulière |    | Séries éliminatoires | Séries éliminatoires | Séries éliminatoires | Séries éliminatoires | Séries éliminatoires | Séries éliminatoires | Séries éliminatoires | Séries éliminatoires | Séries éliminatoires | Séries éliminatoires |
| Saison     | Équipe                 | Ligue      | PJ  | V                | D                | Pr/N             | Min              | BC               | Moy              | % Arr            | Bl               | Pun              | A                | PJ               | V  | D                    | Min                  | BC                   | Moy                  | % Arr                | Bl                   | Pun                  | A                    |                      |                      |
| 1992-1993  | Davison High School    | MHSAA      | 27  | 18               | 5                | 4                | 1 580            | 87               | 3,30             | 92,6             | 9                | -                | -                | -                | -  | -                    | -                    | -                    | -                    | -                    | -                    | -                    | -                    |                      |                      |
| 1993-1994  | Catamounts du Vermont  | NCAA       | 33  | 15               | 12               | 6                | 1 864            | 94               | 3,03             | -                | 0                | 14               | 2                | -                | -  | -                    | -                    | -                    | -                    | -                    | -                    | -                    | -                    |                      |                      |
| 1994-1995  | Catamounts du Vermont  | NCAA       | 34  | 18               | 13               | 2                | 2 010            | 90               | 2,69             | -                | 4                | 8                | 2                | -                | -  | -                    | -                    | -                    | -                    | -                    | -                    | -                    | -                    |                      |                      |
| 1995-1996  | Catamounts du Vermont  | NCAA       | 37  | 26               | 7                | 4                | 2 254            | 88               | 2,34             | 92,4             | 3                | 8                | 0                | -                | -  | -                    | -                    | -                    | -                    | -                    | -                    | -                    | -                    |                      |                      |
| 1996-1997  | Catamounts du Vermont  | NCAA       | 36  | 22               | 11               | 3                | 2 158            | 101              | 2,81             | -                | 2                | 16               | 2                | -                | -  | -                    | -                    | -                    | -                    | -                    | -                    | -                    | -                    |                      |                      |
| 1997-1998  | Bulls de Birmingham    | ECHL       | 6   | 4                | 1                | 1                | 360              | 13               | 2,17             | 94,4             | 1                | 0                | 0                | -                | -  | -                    | -                    | -                    | -                    | -                    | -                    | -                    | -                    |                      |                      |
| 1997-1998  | Aeros de Houston       | LIH        | 1   | 0                | 0                | 1                | 59               | 4                | 4,01             | 85,2             | 0                | 0                | 0                | -                | -  | -                    | -                    | -                    | -                    | -                    | -                    | -                    | -                    |                      |                      |
| 1997-1998  | HIFK                   | SM-liiga   | 18  | 13               | 4                | 1                | 1 034            | 28               | 1,62             | -                | 2                | 10               | 0                | 9                | 9  | 0                    | 551                  | 14                   | 1,52                 | -                    | 3                    | 2                    | 0                    |                      |                      |
| 1998-1999  | Bulldogs de Hamilton   | LAH        | 5   | 6                | 8                | 0                | 837              | 45               | 3,23             | -                | 0                | 2                | 1                | -                | -  | -                    | -                    | -                    | -                    | -                    | -                    | -                    | -                    |                      |                      |
| 1998-1999  | HIFK                   | SM-liiga   | 14  | 8                | 3                | 3                | 831              | 34               | 2,23             | -                | 2                | 10               | 1                | 11               | 7  | 4                    | 658                  | 25                   | 2,28                 | -                    | 0                    | 2                    | 1                    |                      |                      |
| 1999-2000  | Vipers de Détroit      | LIH        | 36  | 10               | 21               | 3                | 2 020            | 120              | 3,56             | 89,2             | 1                | 22               | 2                | -                | -  | -                    | -                    | -                    | -                    | -                    | -                    | -                    | -                    |                      |                      |
| 2000-2001  | AIK IF                 | Elitserien | 43  | 17               | 16               | 10               | 2 542            | 105              | 2,48             | 91,8             | 3                | 6                | 1                | 5                | 1  | 4                    | 299                  | 20                   | 4.00                 | 87,5                 | 0                    | 12                   | 0                    |                      |                      |
| 2001-2002  | Kärpät Oulu            | SM-liiga   | 32  | 15               | 12               | 5                | 1 937            | 79               | 2,45             | -                | 4                | 6                | 1                | 3                | 1  | 2                    | 180                  | 12                   | 4,00                 | -                    | 0                    | 0                    | 1                    |                      |                      |
| 2002-2003  | Bruins de Providence   | LAH        | 35  | 18               | 12               | 5                | 2 049            | 98               | 2,87             | 90,6             | 1                | 0                | 0                | -                | -  | -                    | -                    | -                    | -                    | -                    | -                    | -                    | -                    |                      |                      |
| 2002-2003  | Bruins de Boston       | LNH        | 4   | 3                | 1                | 0                | 220              | 11               | 3,00             | 90,7             | 0                | 0                | 0                | -                | -  | -                    | -                    | -                    | -                    | -                    | -                    | -                    | -                    |                      |                      |
| 2003-2004  | Bruins de Providence   | LAH        | 43  | 20               | 16               | 6                | 2 544            | 78               | 1,84             | 94,1             | 9                | 12               | 1                | 2                | 0  | 2                    | 84                   | 10                   | 7,13                 | -                    | 0                    | 0                    | 0                    |                      |                      |
| 2004-2005  | Jokerit Helsinki       | SM-liiga   | 54  | 34               | 7                | 13               | 3 267            | 86               | 1,58             | 94,6             | 15               | 16               | 1                | 12               | 8  | 4                    | 720                  | 22                   | 1,83                 | -                    | 0                    | 0                    | 0                    |                      |                      |
| 2005-2006  | Bruins de Providence   | LAH        | 26  | 15               | 11               | 0                | 1 515            | 57               | 2,26             | 92,3             | 1                | 6                | 1                | -                | -  | -                    | -                    | -                    | -                    | -                    | -                    | -                    | -                    |                      |                      |
| 2005-2006  | Bruins de Boston       | LNH        | 38  | 12               | 13               | 10               | 2 187            | 101              | 2,77             | 91,7             | 1                | 4                | 1                | -                | -  | -                    | -                    | -                    | -                    | -                    | -                    | -                    | -                    |                      |                      |
| 2006-2007  | Bruins de Boston       | LNH        | 66  | 30               | 29               | 4                | 3 619            | 189              | 3,13             | 90,5             | 3                | 6                | 0                | -                | -  | -                    | -                    | -                    | -                    | -                    | -                    | -                    | -                    |                      |                      |
| 2007-2008  | Bruins de Boston       | LNH        | 57  | 28               | 19               | 6                | 3 342            | 136              | 2,44             | 92,1             | 3                | 2                | 0                | 7                | 3  | 4                    | 430                  | 19                   | 2,65                 | 91,4                 | 0                    | 0                    | 0                    |                      |                      |
| 2008-2009  | Bruins de Boston       | LNH        | 54  | 36               | 11               | 7                | 3 259            | 114              | 2,10             | 93,3             | 5                | 6                | 1                | 11               | 7  | 4                    | 680                  | 21                   | 1,85                 | 93,5                 | 1                    | 0                    | 1                    |                      |                      |
| 2009-2010  | Bruins de Boston       | LNH        | 43  | 17               | 18               | 8                | 2 442            | 104              | 2,56             | 91,5             | 5                | 8                | 0                | -                | -  | -                    | -                    | -                    | -                    | -                    | -                    | -                    | -                    |                      |                      |
| 2010-2011  | Bruins de Boston       | LNH        | 57  | 35               | 11               | 7                | 3 364            | 112              | 2,00             | 93,8             | 9                | 13               | 3                | 25               | 16 | 9                    | 1 542                | 51                   | 1,98                 | 94,0                 | 4                    | 4                    | 0                    |                      |                      |
| 2011-2012  | Bruins de Boston       | LNH        | 59  | 35               | 19               | 1                | 3 352            | 132              | 2,36             | 92,0             | 5                | 0                | 1                | 7                | 3  | 4                    | 448                  | 16                   | 2,14                 | 92,3                 | 1                    | 0                    | 0                    |                      |                      |
| 2013-2014  | Panthers de la Floride | LNH        | 40  | 16               | 20               | 3                | 2 299            | 110              | 2,87             | 90,9             | 0                | 4                | 1                | -                | -  | -                    | -                    | -                    | -                    | -                    | -                    | -                    | -                    |                      |                      |
| 2013-2014  | Stars de Dallas        | LNH        | 8   | 2                | 4                | 1                | 364              | 18               | 2,97             | 90,2             | 0                | 0                | 0                | 1                | 0  | 0                    | 15                   | 1                    | 4,00                 | 50                   | 0                    | 0                    | 0                    |                      |                      |
| Totaux LNH | Totaux LNH             | Totaux LNH | 426 | 214              | 145              | 49               | 24 448           | 1 027            | 2,52             | 92,0             | 31               | 43               | 7                | 51               | 29 | 21                   | 3 115                | 108                  | 2,08                 | 93,3                 | 6                    | 4                    | 1                    |                      |                      |

| Année | Équipe     | Compétition          |   | PJ | V | D | Pr/N | Min | BC   | Moy  | % Arr | Bl | Pun | A                  |  | Résultat |
| 1996  | États-Unis | Championnat du monde | 1 | 0  | 0 | 0 | 21   | 1   | 2,86 | -    | 0     |    | 0   | Médaille de bronze |  |          |
| 1998  | États-Unis | Championnat du monde | 1 | 1  | 0 | 0 | 58   | 2   | 2,06 | -    | 0     |    | 0   | 12e place          |  |          |
| 1999  | États-Unis | Championnat du monde | 2 | 0  | 0 | 0 | 98   | 7   | 4,25 | -    | 0     |    | 0   | 6e place           |  |          |
| 2008  | États-Unis | Championnat du monde | 3 | 2  | 1 | 0 | 160  | 4   | 1,50 | -    | 1     |    | 0   | 6e place           |  |          |
| 2010  | États-Unis | Jeux olympiques      | 1 | 0  | 0 | 0 | 12   | 1   | 5,21 | -    | 0     |    | 0   | Médaille d'argent  |  |          |
| 2014  | États-Unis | Championnat du monde | 8 |    |   |   | 447  | 26  | 3,49 | 86,9 | 0     | 0  | 0   | 6e place           |  |          |

## Trophées et honneurs personnels

### Eastern College Athletic Conference
- 1995 : nommé dans la première équipe d'étoiles.
- 1996 : nommé dans la première équipe d'étoiles.

### NCAA
- 1995 : nommé dans la deuxième équipe d'étoiles de l'Est.
- 1996 : nommé dans la première équipe d'étoiles de l'Est.

### SM-liiga
- 1998 : nommé dans l'équipe d'étoiles.
- 1998 : récipiendaire du trophée Urpo-Ylönen.
- 2002 : nommé meilleur joueur du mois de janvier.
- 2004 : nommé meilleur joueur du mois de septembre.
- 2005 : nommé meilleur joueur du mois de janvier.
- 2005 : récipiendaire du Kultainen kypärä.
- 2005 : récipiendaire du trophée Lasse-Oksanen.

### Elitserien
- 2001 : participe au Match des étoiles.
- 2001 : meilleur pourcentage d'arrêts.

### ECHL
- 2010 : nommé meilleur ancien joueur du mois de décembre.

### Ligue nationale de hockey
- 2008 : participe au 56e Match des étoiles.
- 2009 : meilleur pourcentage d'arrêts.
- 2009 : nommé dans la première équipe d'étoiles.
- 2009 : récipiendaire du trophée Vézina.
- 2011 : participe au 58e Match des étoiles.
- 2011 : meilleur pourcentage d'arrêts.
- 2011 : récipiendaire du trophée Conn-Smythe.
- 2011 : remporte la coupe Stanley avec les Bruins de Boston.
- 2011 : récipiendaire du trophée Vézina.
- 2012 : participe au 59e Match des étoiles.